# Kortesjärvi
Kortesjärvi è stato un comune finlandese di 2 384 abitanti, situato nella regione dell'Ostrobotnia Meridionale. È stato soppresso nel 2009 ed è ora compreso nel comune di Kauhava.